# Płytki Brewstera
Płytki Brewstera – optyczny przyrząd interferencyjny składający się z dwóch równoległych szklanych płytek o jednakowej grubości, tworzących ze sobą mały kąt. Po przejściu przez płytki światła powstają prążki interferencyjne. Nazwa urządzenia pochodzi od nazwiska Davida Brewstera.